# Egon Ewald Seefehlner
Egon Ewald Seefehlner (* 28. Dezember 1874 in Budapest; † 20. September 1946 in Wien) war ein österreichischer Elektroingenieur und Eisenbahnfachmann sowie von 1931 bis 1933 Generaldirektor der Österreichischen Bundesbahnen.

## Leben
Egon Seefehlner war Sohn eines bei der Ungarischen Staatsbahn beschäftigten Brücken- und Eisenbahningenieurs. Es besuchte in Budapest ein humanistisches Gymnasium und studierte anschließend 1892–1897 Maschinenbau an der Technischen Hochschule Budapest und 1897–1898 Elektrotechnik an der Technischen Hochschule Berlin-Charlottenburg. Im Jahr 1899 habilitierte er sich an der Hochschule Dresden und promovierte dort 1900 zum Dr.-ing.
Nach seinen Studien trat Seefehlner kurz in den Dienst der Ungarischen Staatsbahn, bevor er von 1901 bis 1930 bei der AEG-Union Elektrizitäts Gesellschaft in Wien arbeitete, wo er rasch Karriere machte. Zunächst leitete er die Bahnabteilung, avancierte bald zum Leiter und dann zum Vorsitzenden des Direktoriums und wurde schließlich in den Vorstand berufen. 1919 wurde seine Habilitation für die Technische Hochschule Wien nostrifiziert, wo er 1924 zum außerordentlichen Professor für Elektrotechnik mit besonderer Berücksichtigung der elektrischen Zugförderung und Starkstromtechnik ernannt wurde.
Zu den von ihm bei der AEG-Union betreuten Bahnbauten zählten Pionierarbeiten wie u. a.:
- die Straßenbahn Triest-Opicina mit Zahnradabschnitt (1902)
- die Stubaitalbahn (1904)
- die Hungerburgbahn (1906)
- die Rittner Bahn (1907)
- die Mittenwaldbahn (1912), erste elektrische Wechselstrom-Vollbahn Österreich-Ungarns
- der Hugo-Stinnes-Aufzug am Erzberg (1924)

Im Juni 1931 wurde Seefehlner zum Generaldirektor der Österreichischen Bundesbahnen ernannt, deren Verwaltungskommission er bereits angehörte. Es setzte sich besonders für die Elektrifizierung der österreichischen Bahnstrecken ein. In Folge der Hirtenberger Waffenaffäre war Seefehlner 1933 zum Rücktritt gezwungen.
Seefehlner saß im Vorstand mehrerer Unternehmen der Elektroindustrie und veröffentlichte Fachliteratur. Sein in mehreren Auflagen erschienenes „Handbuch der elektrischen Zugförderung“ galt als Standardwerk.

## Privates
Egon Seefehlner war mit Charlotte, geb. Kerpely de Krassó, verheiratet. Das Paar hatte drei Töchter und einen Sohn, den späteren Operndirektor Egon Hugo Seefehlner.

## Ehrungen
- 1932 Großes Ehrenzeichen mit dem Stern für Verdienste um die Republik Österreich
- 1935 Ungarischer Verdienstorden II. Klasse mit dem Stern[2]
- 1946 Ehrenbürger der Technischen Universität Wien[3]

## Schriften
- E. E. Seefehlner, H. H. Peter: Elektrische Zugförderung. Handbuch für Theorie und Anwendung der Elektrischen Zugkraft auf Eisenbahnen. 2. Auflage. Springer-Verlag, Berlin / Heidelberg, ISBN 978-3-642-50943-8 (Erstausgabe:  1922).

## Belege
1. ↑  Dr.-Ing. Seefehlner Generaldirektor der Bundesbahnen. In: Eisenbahn und Industrie, Heft 6/1931, S. 1 (online bei ANNO).
2. ↑  Personalnachrichten. In: Salzburger Volksblatt, 27. Dezember 1935, S. 5 (online bei ANNO).
3. ↑  Generaldirektor Seefehlner gestorben. In: Wiener Kurier. Herausgegeben von den amerikanischen Streitkräften für die Wiener Bevölkerung, 24. September 1946, S. 3 (online bei ANNO).

| Personendaten    | Personendaten                      |
| ---------------- | ---------------------------------- |
| NAME             | Seefehlner, Egon Ewald             |
| KURZBESCHREIBUNG | österreichischer Eisenbahnfachmann |
| GEBURTSDATUM     | 28. Dezember 1874                  |
| GEBURTSORT       | Budapest                           |
| STERBEDATUM      | 20. September 1946                 |
| STERBEORT        | Wien                               |